# Liste antiker Ortsnamen und geographischer Bezeichnungen/Gu
| Lateinischer Name | Griechischer Name | Beschreibung | Heute | Quellen und Verweise | Lage |
| ----------------- | ----------------- | ------------ | ----- | -------------------- | ---- |
| Gugerni           |                   |              |       | Smith;               |      |
| Gujunta           |                   |              |       | Smith;               |      |
| Gulus             |                   |              |       | Smith;               |      |
| Gumigi            |                   |              |       | Smith;               |      |
| Guntia            |                   |              |       | Smith;               |      |
| Gurael            |                   |              |       | Smith;               |      |
| Guraeus           |                   |              |       | Smith;               |      |
| Gurgures Montes   |                   |              |       | Smith;               |      |
| Gurulis           |                   |              |       | Smith;               |      |
| Gurzubitae        |                   |              |       | Smith;               |      |
| Gutae             |                   |              |       | Smith;               |      |
| Guttalus          |                   |              |       | Smith;               |      |